# Danh sách thành phố Cộng hòa Séc

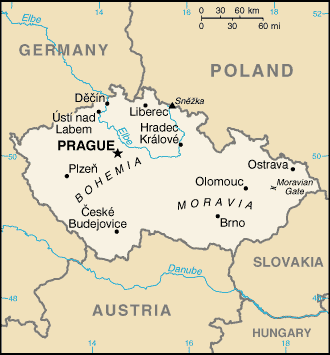
Bản đồ Cộng hòa Séc

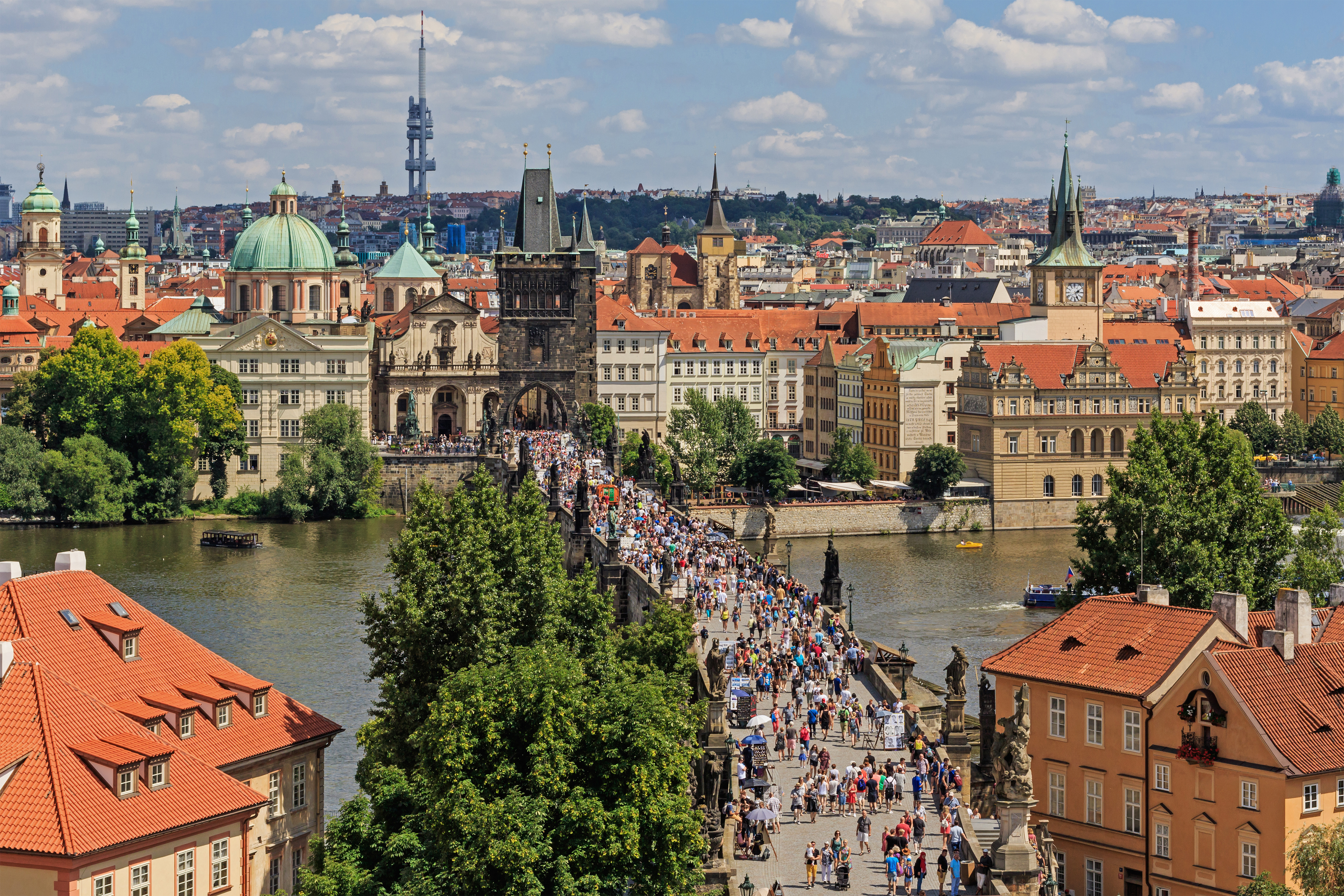
Praha, thủ đô Cộng hòa Séc

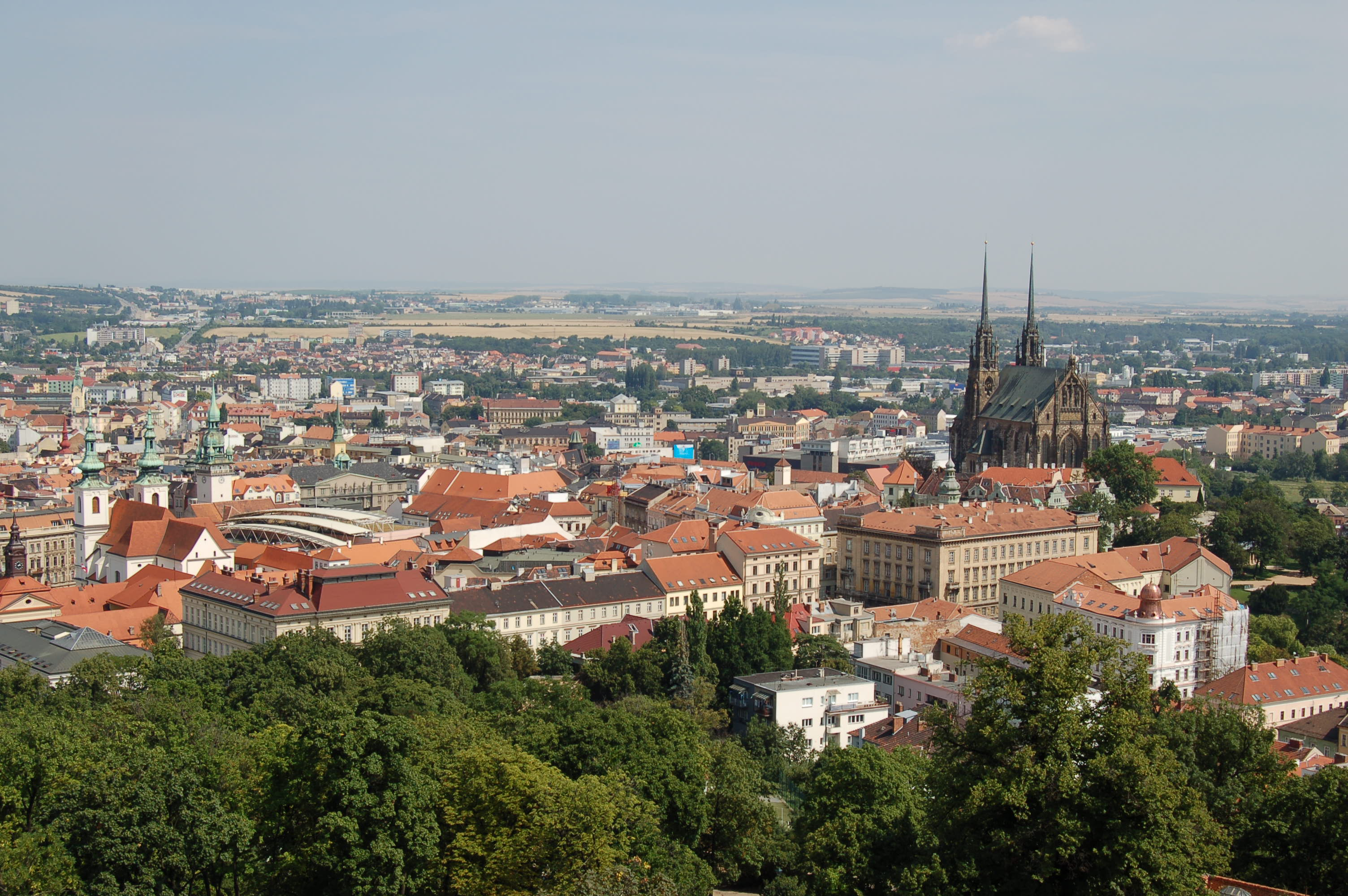
Brno

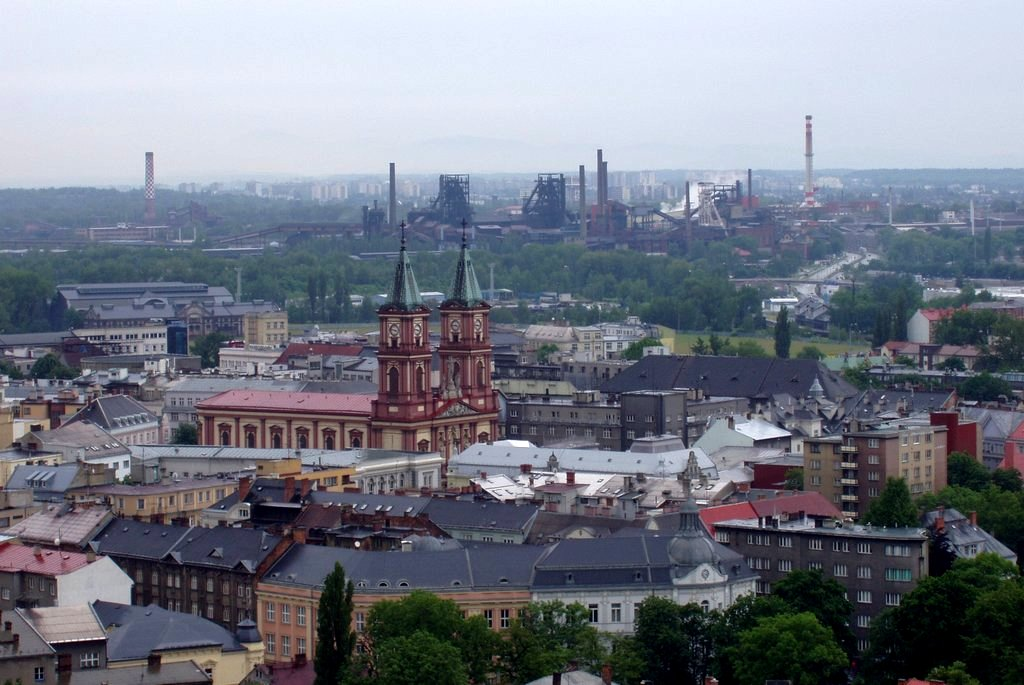
Ostrava

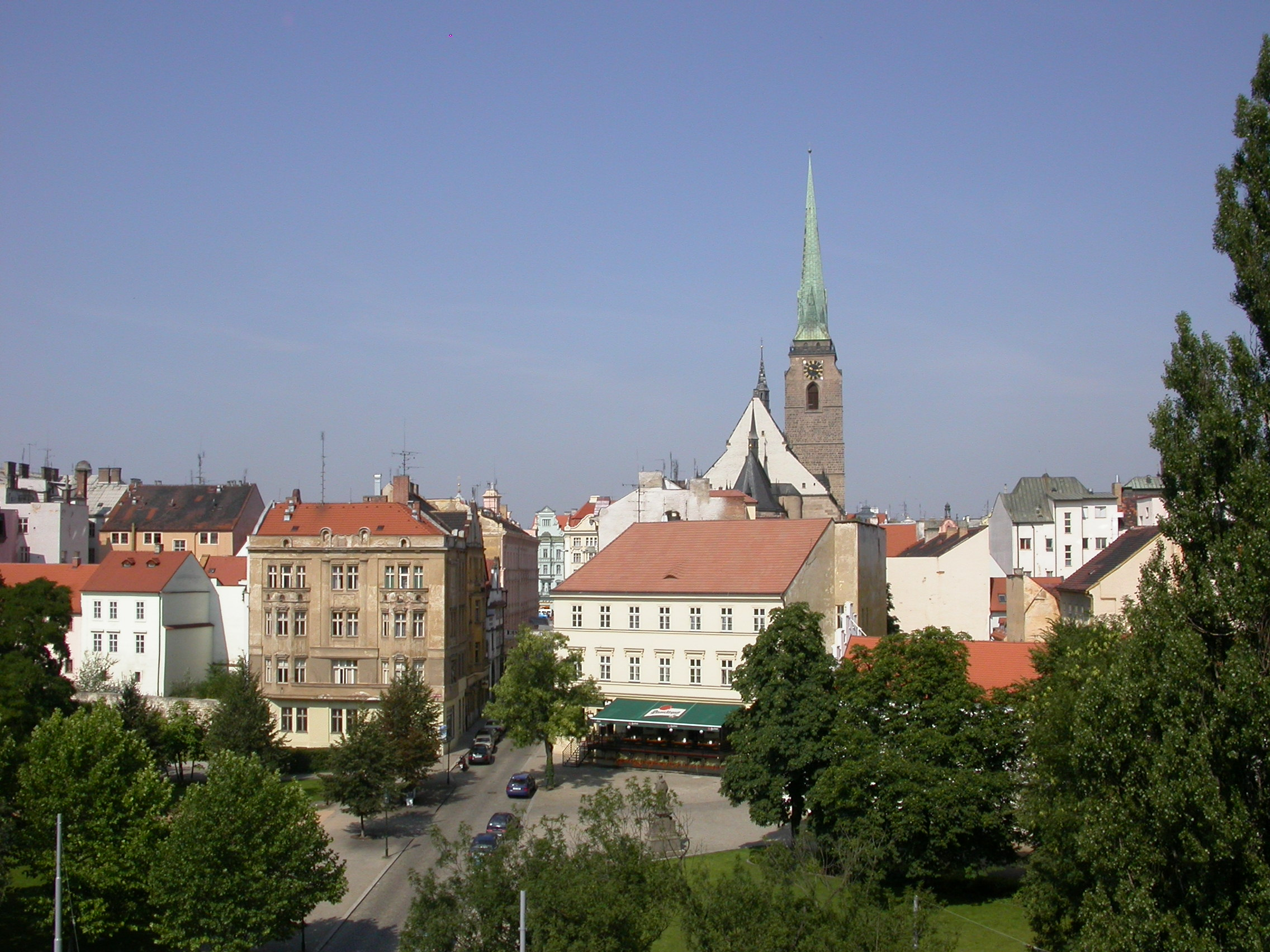
Plzeň

Dưới đây là danh sách các thành phố (statutární město) ở Cộng hòa Séc.
| Tên              | Dân số    | Diện tích (km²) | Vùng                 |
| ---------------- | --------- | --------------- | -------------------- |
| Praha            | 1.285.995 | 496             | Praha                |
| Brno             | 405.337   | 230             | Vùng Nam Moravia     |
| Ostrava          | 314.590   | 214             | Vùng Moravia-Silesia |
| Plzeň            | 173.936   | 138             | Vùng Plzeň           |
| Liberec          | 105.229   | 106             | Vùng Liberec         |
| Olomouc          | 102.134   | 103             | Vùng Olomouc         |
| Ústí nad Labem   | 98.884    | 94              | Vùng Ústí nad Labem  |
| Hradec Králové   | 95.890    | 106             | Vùng Hradec Králové  |
| České Budějovice | 95.709    | 56              | Vùng Nam Bohemia     |
| Pardubice        | 90.755    | 78              | Vùng Pardubice       |
| Havířov          | 83.233    | 32              | Vùng Moravia-Silesia |
| Zlín             | 77.273    | 119             | Vùng Zlín            |
| Kladno           | 71.006    | 37              | Vùng Trung Bohemia   |
| Most             | 68.980    | 87              | Vùng Ústí nad Labem  |
| Karviná          | 63.193    | 57              | Vùng Moravia-Silesia |
| Frýdek-Místek    | 59.821    | 52              | Vùng Moravia-Silesia |
| Opava            | 59.793    | 91              | Vùng Moravia-Silesia |
| Karlovy Vary     | 53.691    | 59              | Vùng Karlovy Vary    |
| Teplice          | 53.193    | 24              | Vùng Ústí nad Labem  |
| Děčín            | 52,589    | 118             | Vùng Ústí nad Labem  |
| Jihlava          | 51,375    | 79              | Vùng Vysočina        |
| Chomutov         | 50,454    | 29              | Vùng Ústí nad Labem  |
| Přerov           | 46.781    | 59              | Vùng Olomouc         |
| Mladá Boleslav   | 45.757    | 29              | Vùng Trung Bohemia   |